# Delitto passionale
Delitto passionale è un film del 1994, diretto da Flavio Mogherini al suo ultimo film.
Secondo i titoli di testa il film è ispirato ad una storia realmente accaduta vent'anni prima in un paese dell'Est Europeo.

## Trama
Una scrittrice di successo di origine italiana, sposata ad un impresario teatrale di Sofia viene brutalmente assassinata con tre colpi di pistola dopo aver consumato un rapporto sessuale con un suo amante londinese. L'omicidio avviene nella camera di un importante hotel bulgaro. Subito dopo la morte della donna, la polizia locale, apre un'indagine serrata che vede tra i sospettati anche il marito della donna, Peter Doncev. In occasione del funerale della moglie, Peter, conosce Tania, sorella della scrittrice e quindi sua cognata nonché zia di Anja, unica figlia di Peter Doncev.
Tania, giunta a Sofia da Firenze, decide di rimanere nella capitale bulgara, se non altro per collaborare col la servitù nella tenuta della casa e, soprattutto, per prendersi cura di Anja che, dopo la morte della madre, vede peggiorare il suo stato di salute. La ragazza - in sedia a rotelle - , già vittima di qualche paresi alle gambe, a seguito di un antico shock nervoso dovuto ad un incidente di macchina 10 anni prima, vive con grossa drammaticità la morte della madre. La polizia, nel frattempo, ferma un vagabondo che dopo ripetuti e bruti interrogatori, finisce col confessare di essere l'assassino della signora Doncev. Di ciò non è però convinto Ivan, giovane ispettore, che rimprovera il suo superiore di aver strappato al malcapitato una confessione con la violenza.
Nel frattempo Tania, stabilitasi oramai definitivamente in casa Doncev, decide di collaborare col cognato nella realizzazione di uno spettacolo teatrale nel quale dimostra ottimi doti d'attrice drammatica. Ciò causa la gelosia di Julia, attrice e collega, da tempo legata sentimentalmente a Peter. Nonostante l'astio fra le due prime donne, la riuscita degli spettacoli è notevole; Tania è quindi un ottimo valore aggiunto per la compagnia. Tania stringe amicizia con Milena, attrice facente parte della troupe di Peter e ora sua collega. Una sera, mentre Milena sta nuotando in una piscina comunale, una persona claudicante entra nello stabile. La piscina, visto l'orario tardo, è praticamente deserta e, l'assassino, spara sulla malcapitata tre di colpi di pistola, che riecheggiano spaventosamente nell'ambiente insonorizzato. Milena muore.
La polizia stabilisce che la pistola che ha ucciso Milena è la stessa che uccise la signora Doncev. Il vagabondo viene rilasciato e la polizia è di nuovo daccapo. Dopo sospetti, indagini, incertezze la polizia finisce con l'incriminare Peter Doncev che, nel tentativo di fuggire nello scendere da un pluviale, perde la presa e cade. Muore in ospedale, attribuendosi i due omicidi.  Ma, Ivan, il giovane poliziotto non è convinto della sua colpevolezza. Forse, Peter, stava coprendo qualcuno. Ivan si precipita a casa Doncev e salva Tania appena in tempo, bloccando il polso dell'assassino che impugna un revolver: è Anja, la giovane figlia di Peter che, affetta da paralisi nervosa, uccideva le persone che potevano allontanarla dal padre.
In preda ad un delirio schizofrenico Anja viene condotta in un ospedale psichiatrico. Il film termina con la visita che Tania fa alla nipote. Nella sua cella d'ospedale, Anja, mantiene lo sguardo fisso su un piccolo pupazzo animato e ripete in maniera compulsiva la frase "Resta con me papà?". Tania, nel vedere la scena, piange disperata. Prima dei titoli di coda, in sovrimpressone, viene comunicato che la ragazza è a tutt'oggi detenuta presso un ospedale psichiatrico dell'Est Europeo.